# Свети Мина (Емборе)
Вижте пояснителната страница за други значения на Мина.
„Свети Мина“ (на гръцки: Ιερός Ναός Αγίου Μηνά) е възрожденска православна църква в кайлярското село Емборе (Емборио), Гърция, част от Леринската, Преспанска и Еордейска епархия на Вселенската патриаршия, под управлението на Църквата на Гърция.

## История
В 1815 година храмът е обновен изоснови на мястото на старата църква в центъра на селото. Емборе за кратко е седалище на Мъгленската епархия в края на XVIII – началото на XIX век и „Свети Мина“ е катедрална църква.
След създаването на Българската екзархия в 1871 година почти цялото население на селото става екзархийско и в 1885 година с правителствено решение българите получават църквите „Свети Мина“, „Свети Димитър“ и „Св. св. Константин и Елена“ (Еленица). В 1895 година владиката Йоаникий Мъгленски безуспешно се опитва да овладее „Свети Мина“ с аргумента, че в нея е погребан последният емборски владика. В резултат са арестувани председателят на българската община поп Димитър, синът му Кръстьо Димитров, чорбаджията Никола Чирков, внук му Динката Чирков, учителят Иван Чеков и няколко жени, сред които сестрата на Димитър Македонски Лена.

## Описание
В архитектурно отношение църквата е типичната за епохата трикорабна базилика с дървен покрив. В нея се пазят ценни икони от 1540 до 1574 година във византийски стил. Иконите на иконостаса са рисувани от 1815 до 1850 година и се в местен македонски стил, смесица на традиционния византийски и новия ренесансов. Други икони са донесени от Аргируполи от заселените в Емборе през 20-те години на XX век понтийски гърци и датират от 1905 до 1906 година. В храма има и нови икони, изписвани след 1930 година във византийски стил.
В храма има параклис „Света Анастасия Узорешителница“, на западната му страна има часовникова кула. До църквата е построено копие на цариградската кула Галата. Съседната църква „Света София“ е копие на църквата „Света София“ в Цариград.